# Скарперия и Сан Пиеро
Скарперѝя и Са̀н Пиѐро (на италиански: Scarperia e San Piero) е община в централна Италия, провинция Флоренция, регион Тоскана. Разположена е на 124 m надморска височина. Населението на общината е 23 344 души (към 2012 г.).
Общината е създадена в 1 януари 2014 г. Тя се състои от двете предшествуващи общини Скарперия и Сан Пиеро а Сиеве, които сега са най-важните центрове на общината.